# Akanthis
För fågelsläktet se Acanthis
Akanthis är inom grekisk mytologi dotter till Autonous och Hippodamia. Hon sörjde brodern Acanthus som hade blivit söndersliten och uppäten av faderns hästar och hon förvandlades av medlidande av gudarna till en grönsiska. 